# 斯蒂利斯
斯蒂利斯（希臘語：Στυλίδα），是希腊中希臘大區弗西奥蒂斯专区的市镇。市镇面积为463.9平方公里，2021年人口数量为11,389人。
现今范围的市镇设立于2011年地方政府改革中，由原3个市镇合并而成，原市镇则成为此市镇的3个市区。斯蒂利斯市区（即原斯蒂利斯市镇）的面积为202.477平方公里，2021年人口数量为5,727人。